# CrysTBox
CrysTBox (Crystallographic Tool Box) je sada počítačových nástrojů určená pro krystalografickou vizualizaci a analýzu snímků z transmisního elektronového mikroskopu. U vizualizačních nástrojů je kladen důraz na interaktivitu a znázornění vztahů. U analytických nástrojů je využito umělé inteligence a počítačového vidění za účelem automatizace, zrychlení a zpřesnění analýzy. Vzhledem k názornosti a interaktivitě je CrysTBox používán nejen k výzkumu, ale i ke vzdělávání.
CrysTBox je vyvíjen v Laboratoři elektronové mikroskopie na Fyzikálním ústavu Akademie věd České republiky. Pro akademické účely je dostupný zdarma a ke konci roku 2021 byl používán ve více než 80 zemích světa.

## Obecné informace
CrysTBox nabízí dva vizualizační a čtyři analytické nástroje dostupné v rámci jednoho balíku.

### Dostupnost
CrysTBox je na požádání zdarma dostupný pro nekomerční využití nekomerčními subjekty. Komerční využití není možné vzhledem k licenci MATLABu, ve kterém je CrysTBox zkompilován.

### Vstupní data
Základním vstupem společným pro všechny nástroje je zkoumaný materiál definovaný např. pomocí obecně rozšířeného formátu CIF (Cyrstallographic information file). Základní sada několika set materiálů je součástí CrysTBoxu. Další lze získat v databázích jako např. Crystallography Open Database.
Analytické nástroje vyžadují i zadání zpracovávaného snímku (difrakce, snímek s vysokým rozlišením atd.). Podporovány jsou kromě běžných obrázkových formátů jako PNG, JPEG, BMP či TIFF i formáty specializované – DM2 a DM3. Ukázkové snímky jsou opět součástí CrysTBoxu, jsou načteny při spuštění každého analytického nástroje a umožňují seznámení s průběhem analytické procedury.

### Propojitelnost
Nástroje fungují samostatně i zřetězeny do funkčních celků – např. analýza orientace krystalu pomocí diffractGUI a následné zobrazení odpovídajícího uspořádání atomů a simulovaného difrakčního obrazce pomoci cellViewer. Kromě běžného spuštění potřebného nástroje uživatelem dokáže CrysTBox přijímat příkazy pomocí speciálního textového souboru. To umožňuje propojení CrysTBoxu s dalším programovým vybavením. Tímto způsobem je realizováno i propojení s programem DigitalMicrograph 1 a 2.

## Vizualizační nástroje
Vzhledem k důrazu na uživatelskou interaktivitu a provázání různých způsobů zobrazení široce využívaných v krystalografii slouží vizualizační nástroje CrysTBoxu nejen k pochopení experimentálních výsledků, ale i k výuce.

### cellViewer
Nástroj cellViewer přináší interaktivní náhled na zkoumaný materiál ve čtyřech různých zobrazovacích režimech:
- přímý prostor (znázornění atomární struktury),
- reciproký prostor (znázornění difrakčního obrazce),
- stereografická projekce (průmět prostoru krystalografických směrů a rovin do plochy),
- inverzní pólový obrazec (definovaná část stereografické projekce).

Grafické rozhraní umožňuje uživateli zobrazit vedle sebe vždy dva z výše zmíněných čtyř zobrazovacích režimů, které jsou navzájem funkčně propojené. Otočení krystalickou buňkou v přímém obraze, např. vede (dle nastavení) k zobrazení odpovídajícího obrazce v difrakčním obraze. Když je v difrakčním obrazci označen konkrétní difrakční bod, jsou naopak v přímém obraze vykresleny odpovídající krystalové roviny. Podobná propojení fungují mezi všemi zobrazovacími režimy. Nástroj umožňuje nahlédnout i vztahy mezi jednotlivými zobrazovacími technikami – např. inverzní pólový obrazec (dostupný jako jeden ze zobrazovacích režimů) je možno vizualizovat v přímém obraze i stereografické projekci.

Příklady zobrazení hořčíku v jednotlivých zobrazovacích režimech nástroje CrysTBox cellViewer
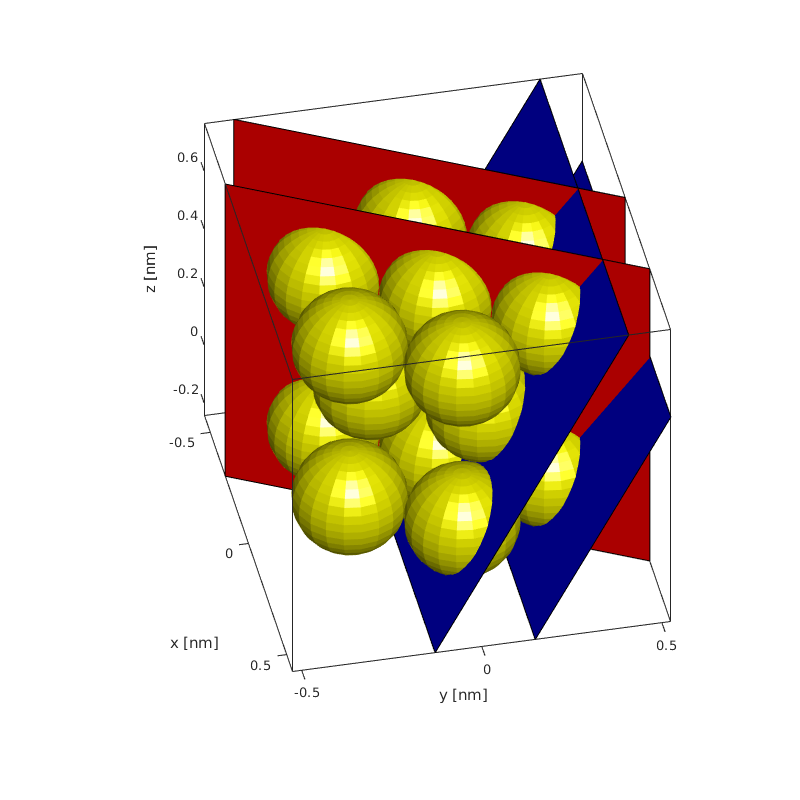
Přímý prostor s vybranými rovinami
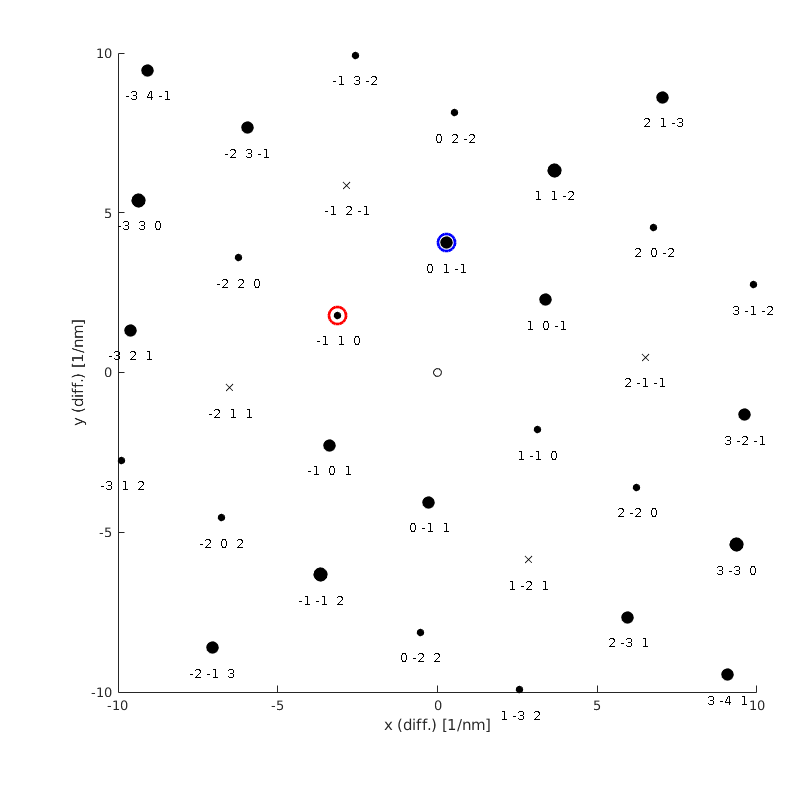
Difrakční obrazec s vybranými rovinami
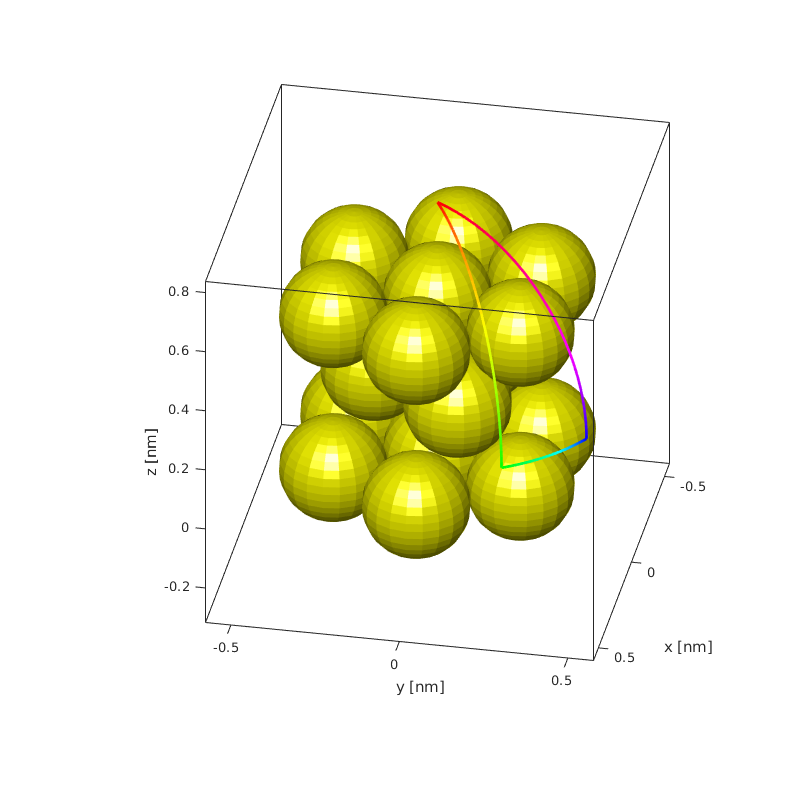
Přímý prostor s inverzním pólovým obrazcem
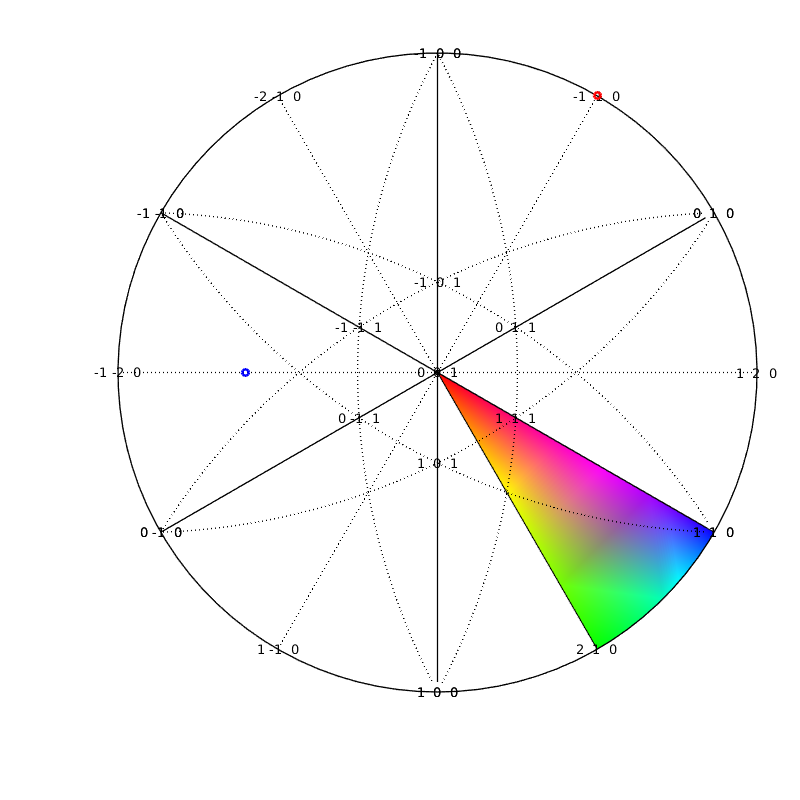
Stereografická projekce s inverzním pólovým obrazcem
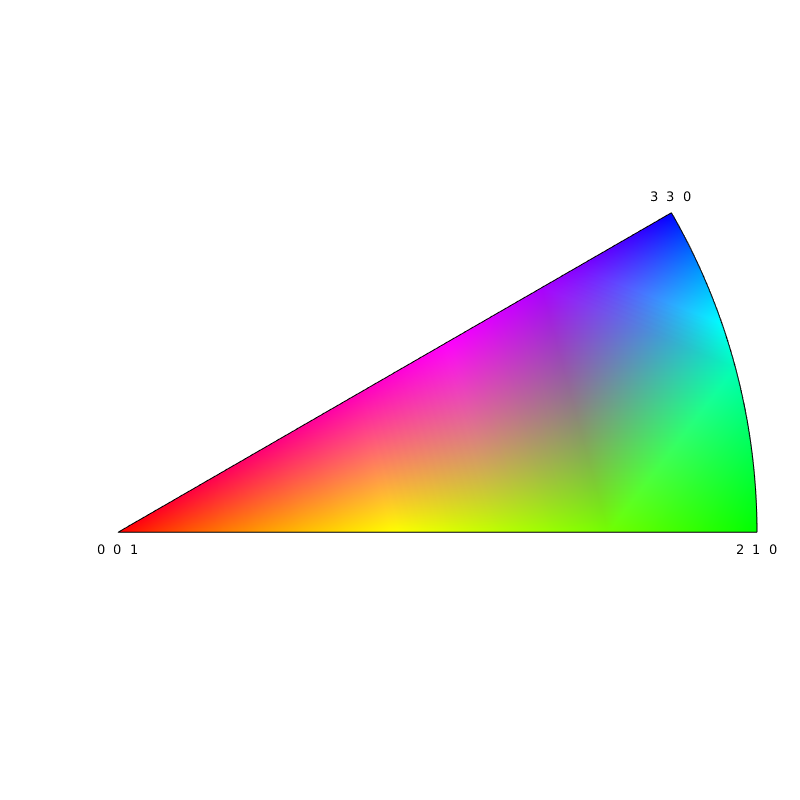
Inverzní pólový obrazec

### ifaceViewer
Nástroj ifaceViewer slouží k zobrazení dvou různě natočených vstupních materiálů a jejich společného rozhraní. Může tak sloužit např. k vizualizaci dvojčat či hranic zrn. V uživatelském rozhraní jsou ve třech samostatných náhledech vyobrazeny oba vstupní materiály a jejich společné rozhraní. To může být znázorněno ve čtyřech různých režimech:
- atomární model srostlých krystalických buněk,
- drátěný srostlých model buněk,
- příčný řez rozhraním,
- znázornění ve větším objemu (do jednotek tisíc atomů).

Všechny tři náhledy jsou svázány jak rotačně (změna orientace obsahu v jednom náhledu se okamžitě promítá i v ostatních náhledech), tak i funkčně – např. výběr krystalografické roviny nebo směru v jednom materiálu vede k zobrazení a indexaci roviny v druhém (misorientovaném) materiálu i v náhledu na společné rozhraní. Dalšími funkcemi jsou např. zvýraznění společné mřížky nebo výpis rovin či směrů, které jsou v obou misorientovaných mřížkách rovnoběžné nebo téměř rovnoběžné. Kromě vizualizace tak ifaceViewer usnadňuje hlubší pochopení vztahů misorientovaných mřížek.

Příklady rozhraní dvou mřížek hliníku v misorientaci Σ5 zobrazených v různých režimech nástroje CrysTBox IfaceViewer
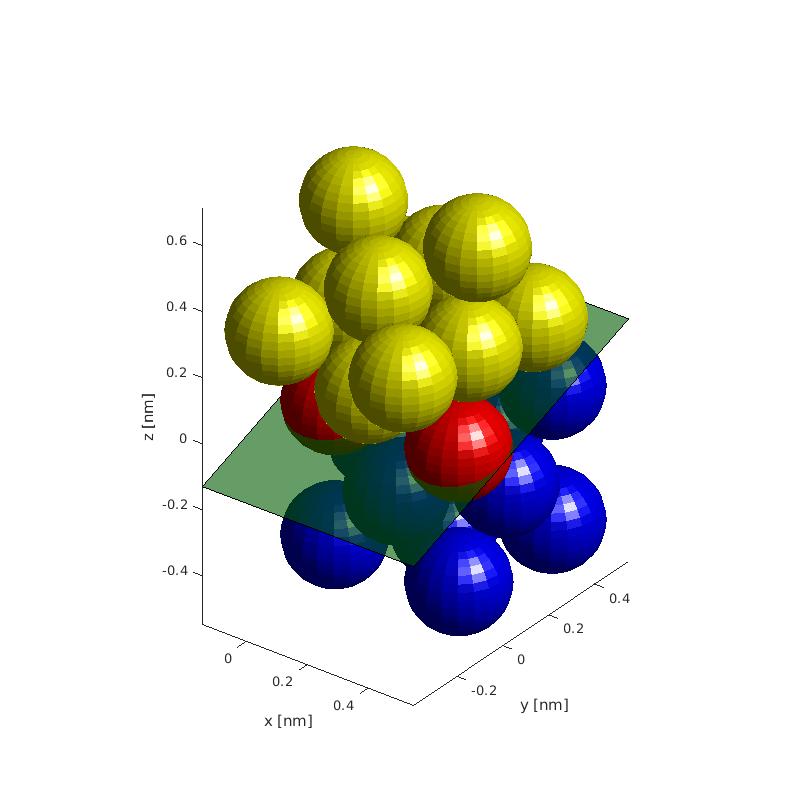
Atomární model buněk
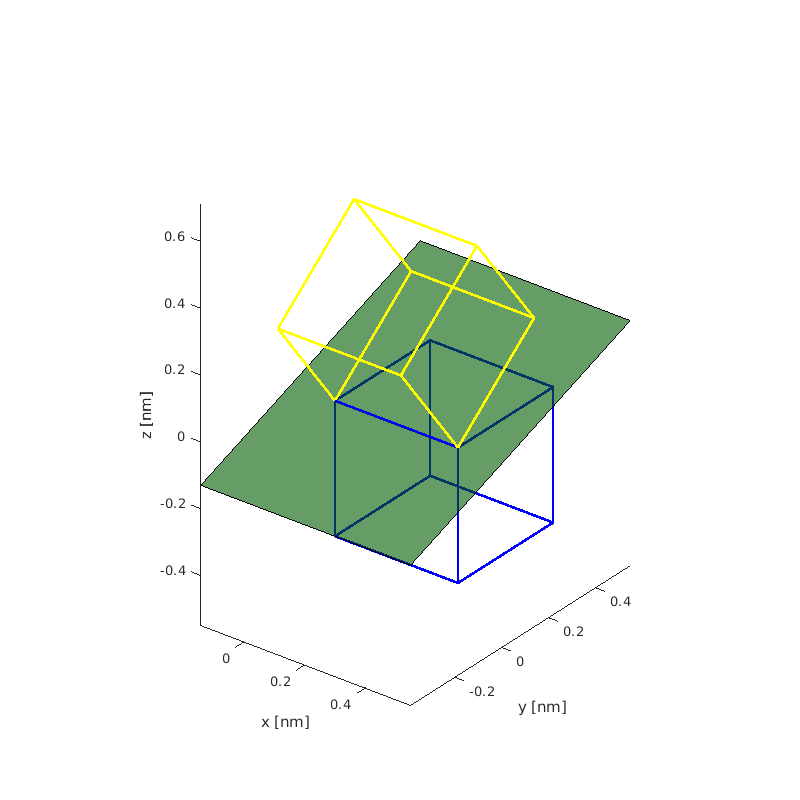
Drátěný model buněk
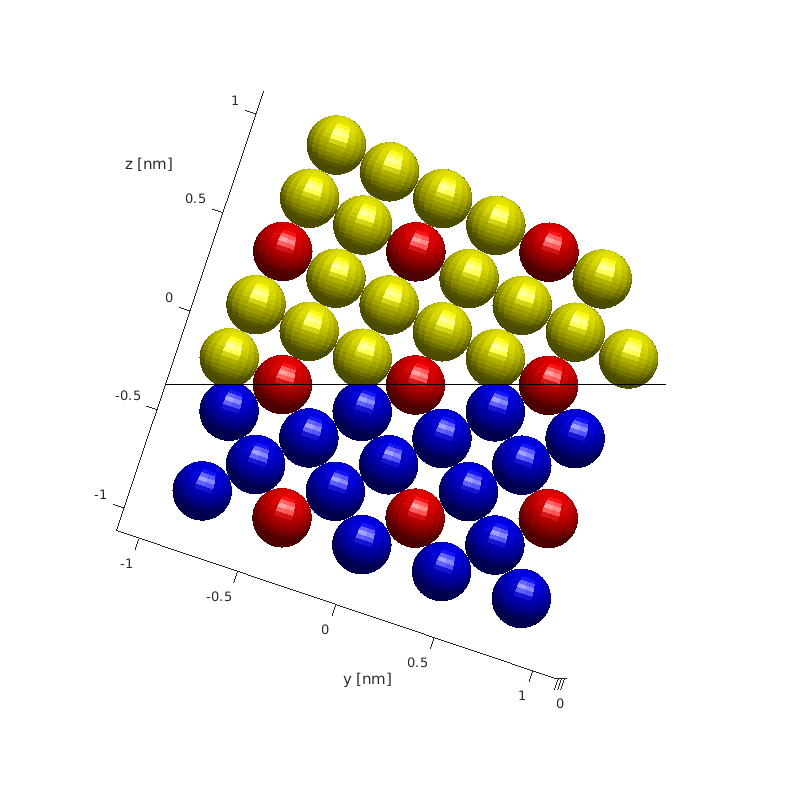
Příčný řez rozhraním
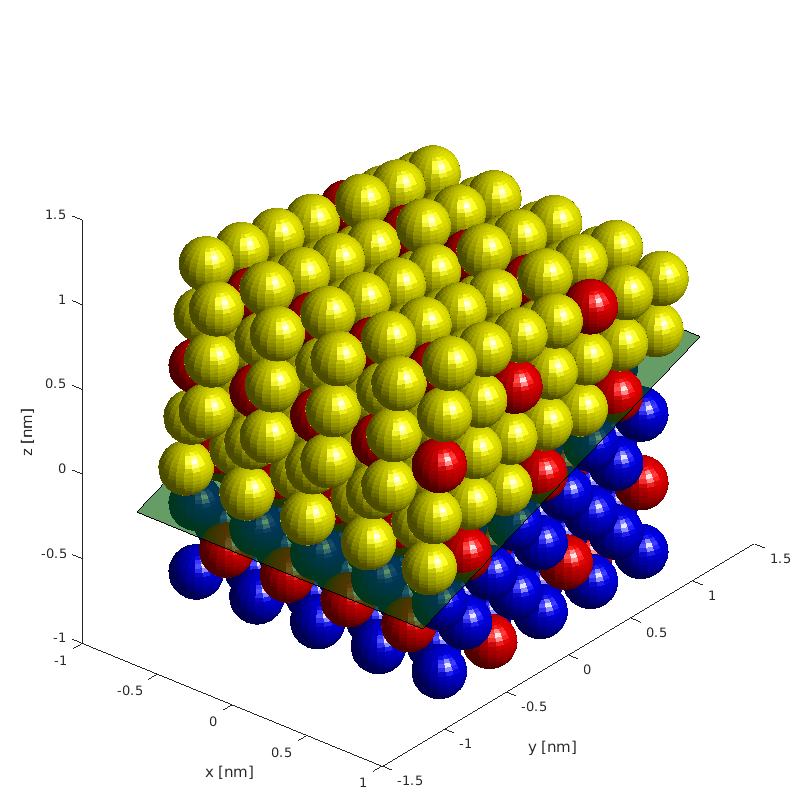
Objemové znázornění

## Analytické nástroje
Analytické nástroje umožňují automatizovaný výpočet krystalografických veličin na základě snímků z transmisního elektronového mikroskopu. Zpracování snímků lze provést automatizovaně pomocí algoritmů umělé inteligence nebo do něj může uživatel vstoupit a provést vybrané kroky manuálně.

### diffractGUI
Nástroj diffractGUI umožňuje určit orientaci krystalové mřížky, identifikovat jednotlivé difrakční body, vyčíslit mezirovinné úhly nebo mezirovinné vzdálenosti s přesností v řádu pikometrů. Možnými vstupními obrázky jsou např.:
- bodový difrakční obrazec,
- snímek s atomárním rozlišením,
- nanodifrakční snímek,
- difrakci z konvergentního svazku (CBED).

Automatizované zpracování snímku probíhá v následujících krocích:
1. Předzpracování dle nastavení a snímku (redukce rozlišení, vyhlazení pro potlačení šumu, Fourierova transformace pro snímky v přímém obraze).
2. Detekce difrakčních reflexí v různých měřítcích (bodové reflexe typicky pomocí rozdílu gaussiánů, disky pomocí Houghovy transformace).
3. Výběr 30 nejsilnějších detekcí.
4. Nalezení pravidelné dvourozměrné mřížky v nejsilnějších detekcích pomocí algoritmu RANSAC.
5. Určení délek a vzájemných úhlů základních vektorů nalezené dvourozměrné mřížky.
6. Určení orientace krystalové mřížky a identifikace reflexí na základě teoretických parametrů pro daný materiál.

Jednotlivé kroky automatizované procedury nástroje diffractGUI znázorněné na snímku difrakčního obrazce titanu
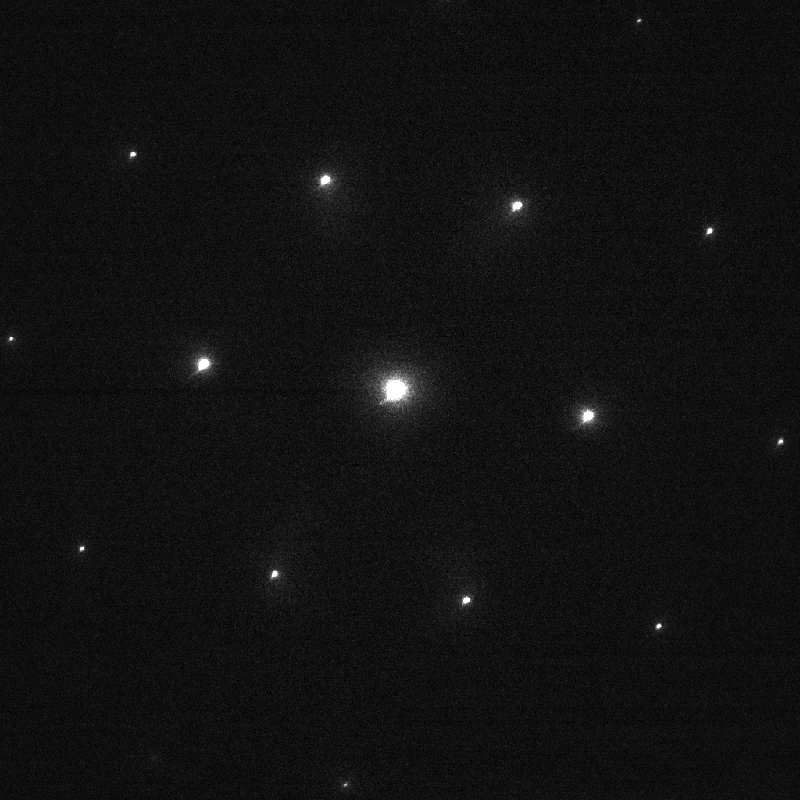
Vstupní snímek
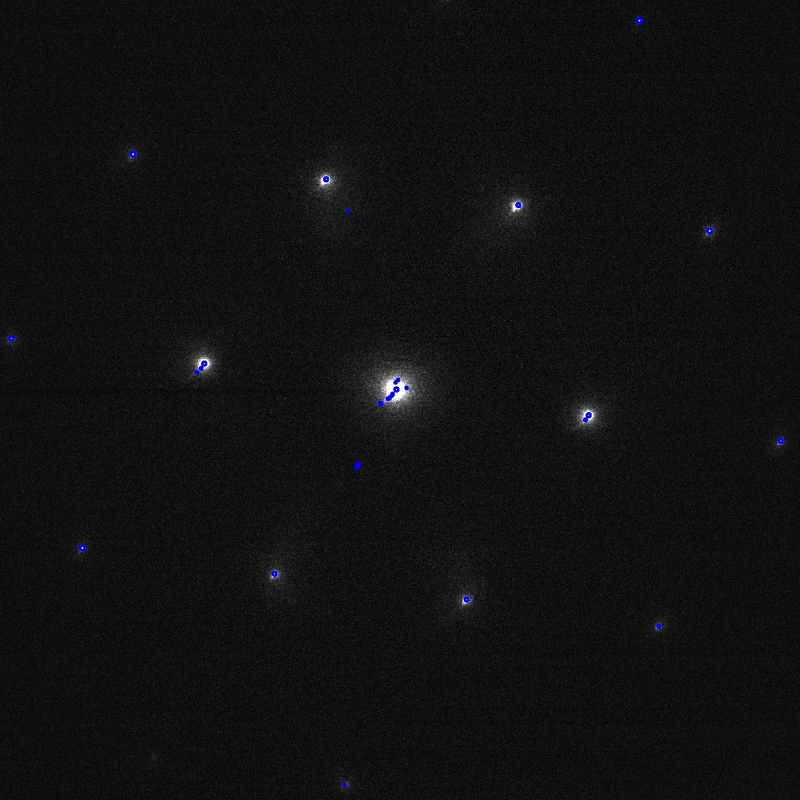
30 nejsilnějších detekcí difrakčních reflexí
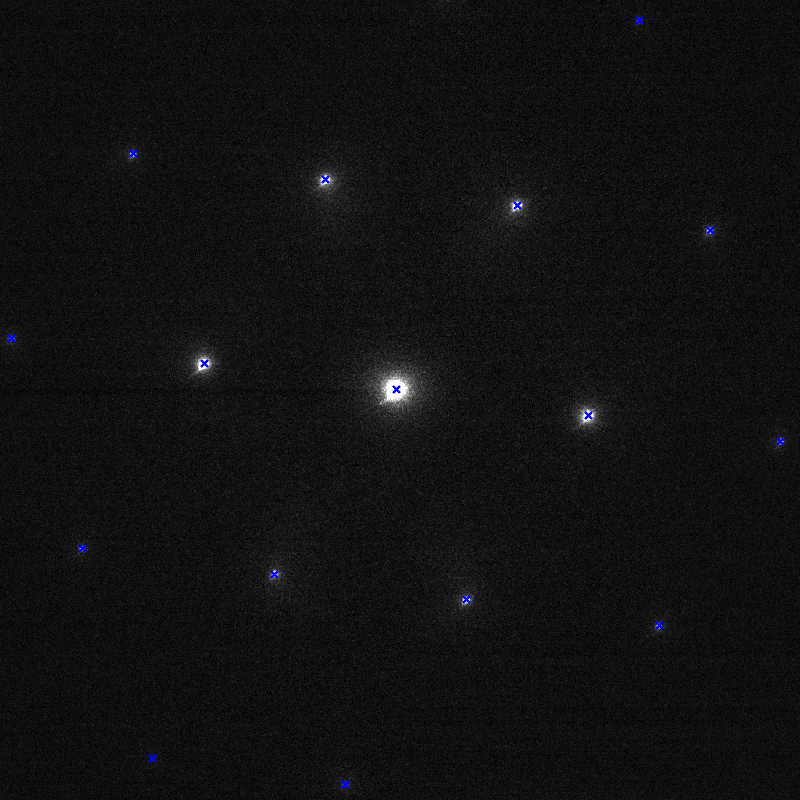
Nalezená pravidelná mřížka
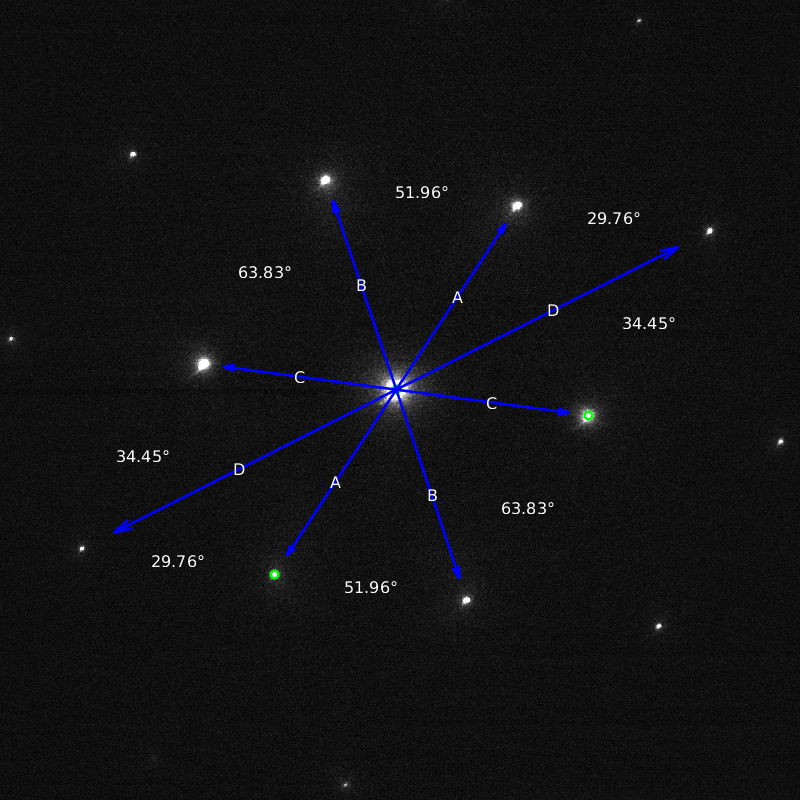
Naměření délek a úhlů mezi vektory mřížky
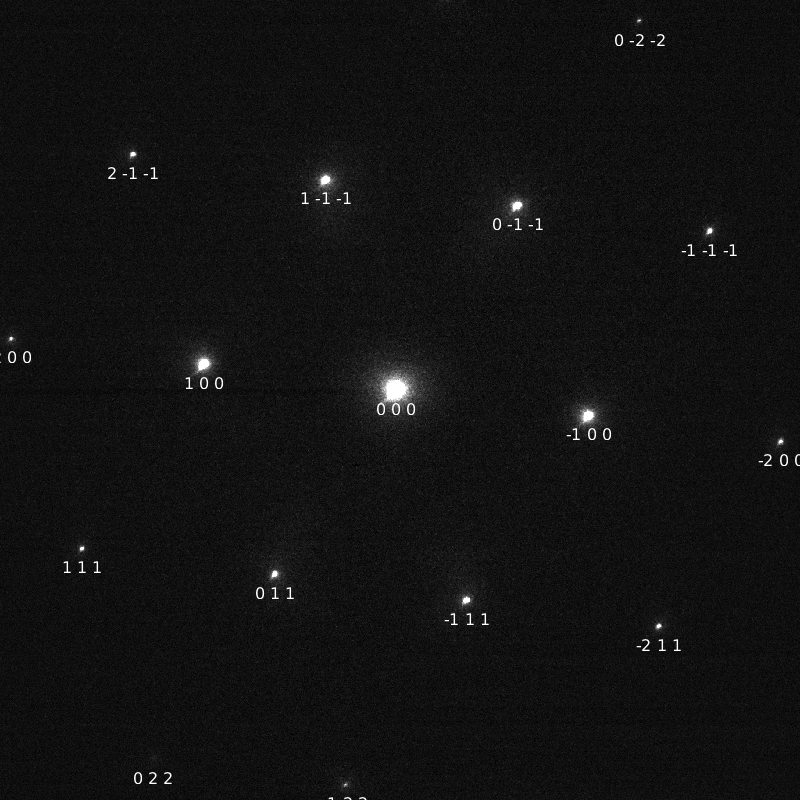
Identifikované reflexe pro zónu [0 -1 1]

### ringGUI
Nástroj ringGUI slouží ke zpracování kroužkové difrakce získané např. z polykrystalických či práškových vzorků. Ze snímku dokáže určit vzdálenost meziatomových rovin a pomoci tak např. charakterizovat či identifikovat materiál vzorku nebo zkalibrovat mikroskop. Výsledky analýzy umožňuje znázornit řadou způsobů. Automatizované zpracování snímku probíhá v následujících krocích: 
1. detekce beam-stopperu,
2. zaměření středu difraktogramu,
3. výpočet difrakčního profilu a křivky jeho pozadí,
4. identifikace difrakčních kroužků (špiček v naměřeném profilu).

Po provedení výše zmíněných kroků lze výsledky zpracovávat a vizualizovat ve dvou interaktivních, funkčně propojených grafických prvcích, kterými jsou:
- Interaktivní difrakční snímek – umožňuje v difrakčním snímku mj. odstranit beam-stopper, odečíst pozadí, zvýraznit kroužky či identifikovat odpovídající krystalové roviny.
- Difrakční profil – radiální průměr intenzit zobrazuje špičky odpovídající naměřeným difrakčním kroužkům spolu s teoretickými hodnotami pro daný materiál a jejich přiřazení k naměřeným hodnotám.

V difrakčním snímku i v profilu může uživatel kliknutím vybrat difrakční kroužek, který se okamžitě zvýrazní v obou grafických prvcích a jsou k němu vypsány podrobnosti. V difrakčním profilu může navíc uživatel vybrat i teoretické krystalografické roviny, po jejichž výběru se v difrakčním obraze zvýrazní odpovídající difrakční kroužek.

Příklady dílčích i konečných výsledků analýzy zobrazených pomocí interaktivního difrakčního snímku MgO
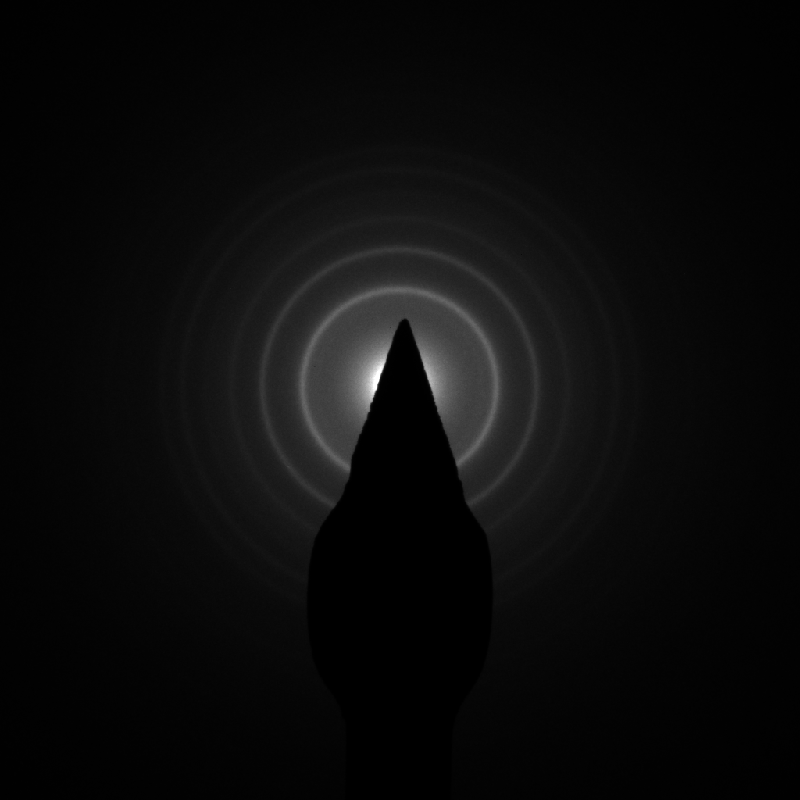
Vstupní snímek
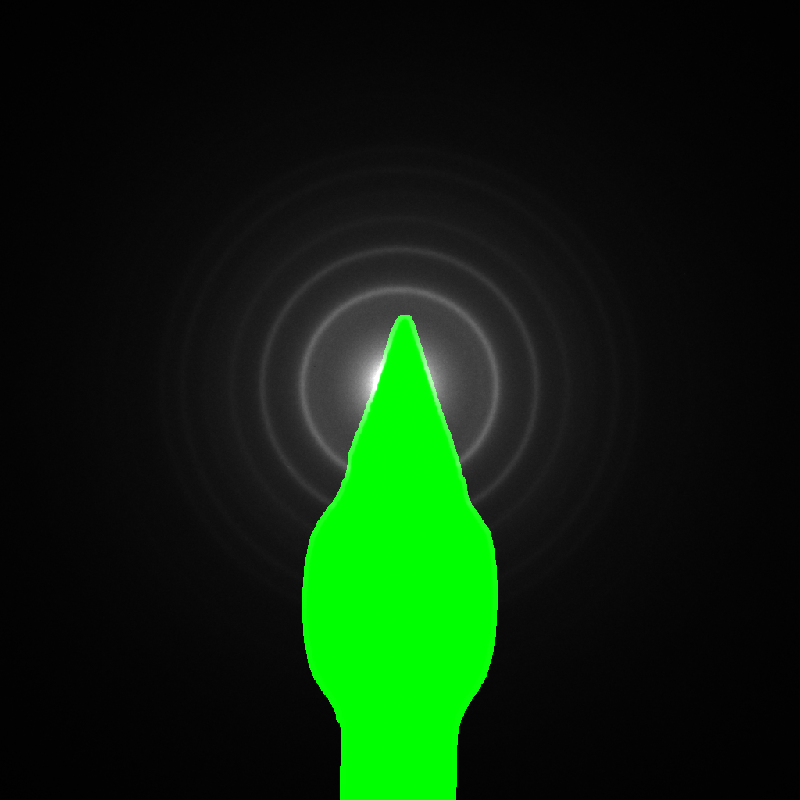
Detekovaný beam-stopper
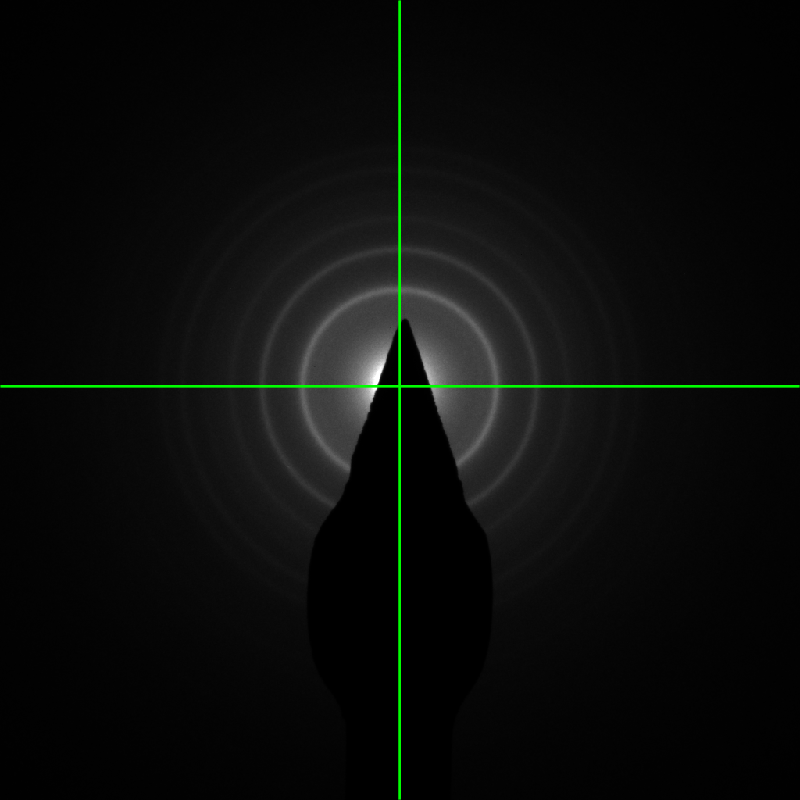
Zaměřený střed difraktogramu
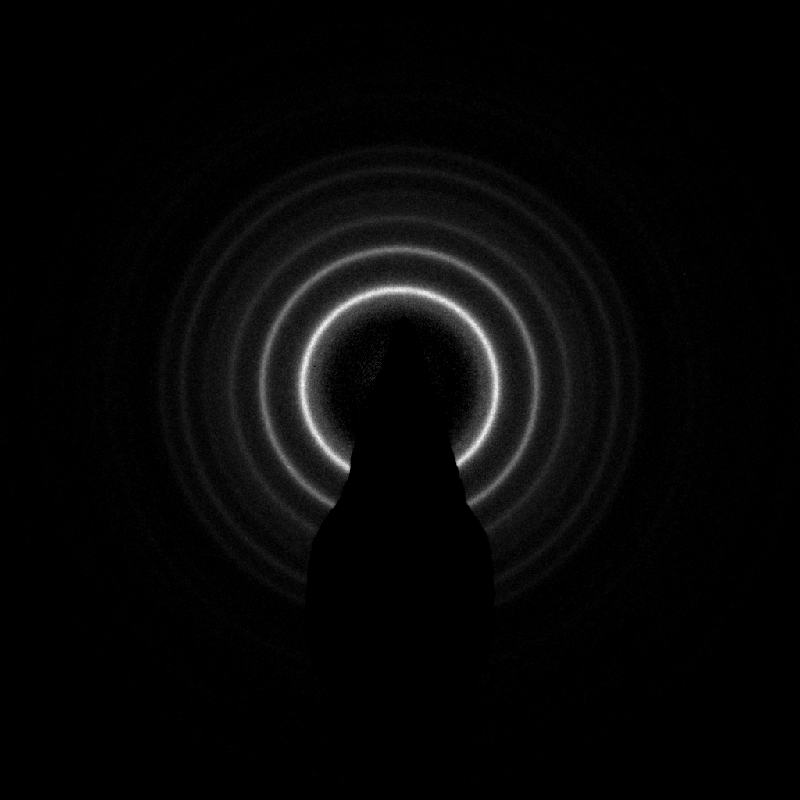
Odstraněné pozadí
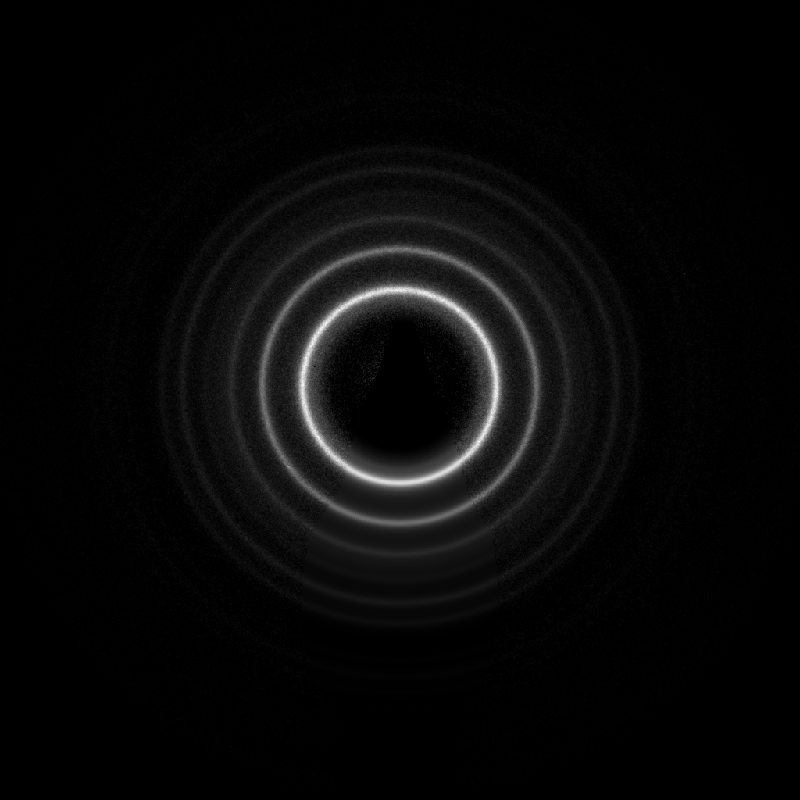
Odstraněné pozadí a beam-stopper
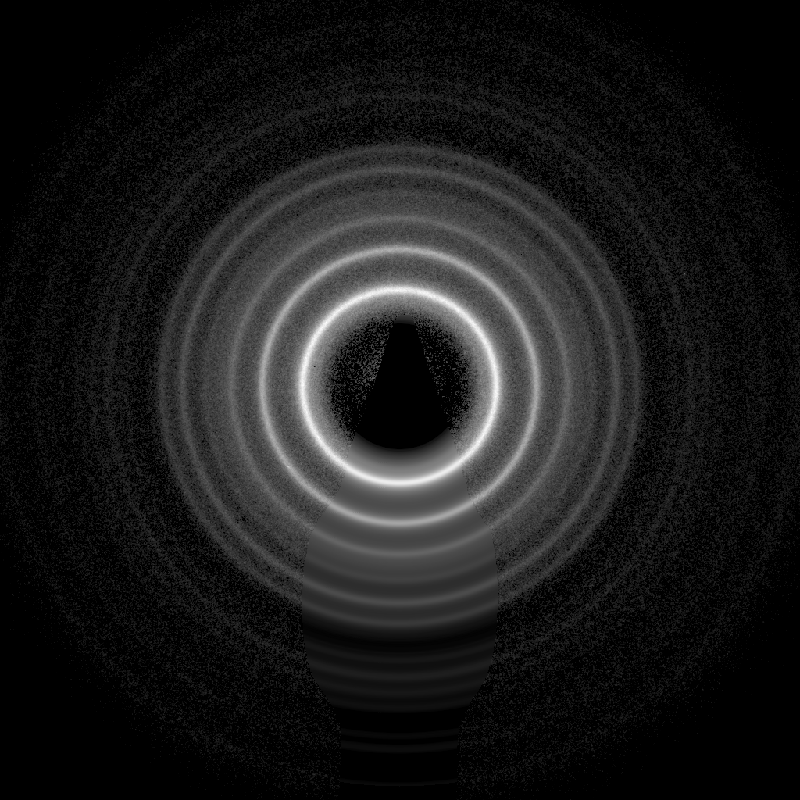
Odstraněné pozadí a beam-stopper a zvýšený kontrast
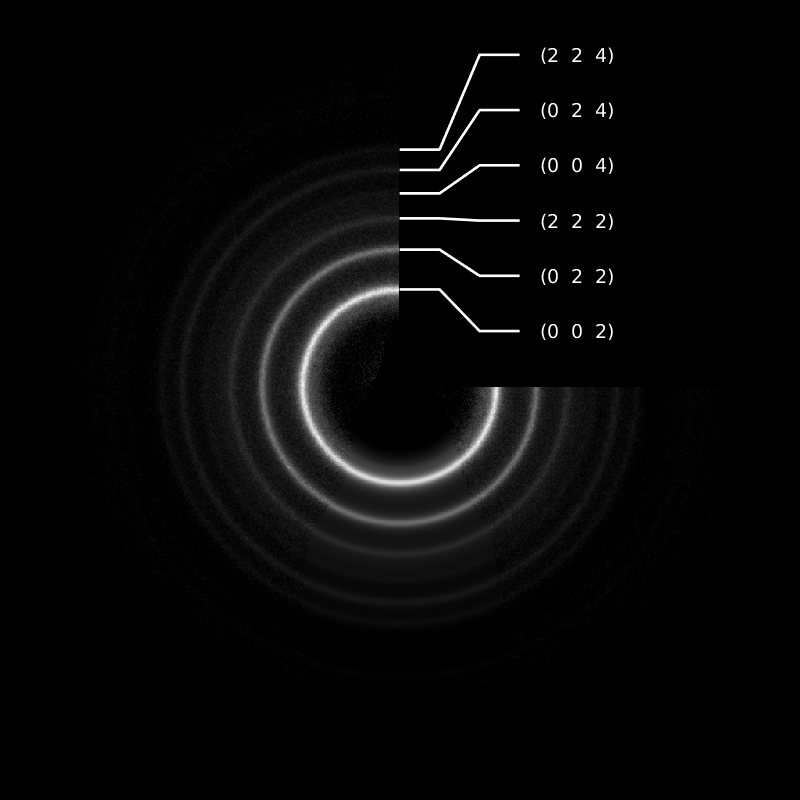
Identifikované difrakční kroužky
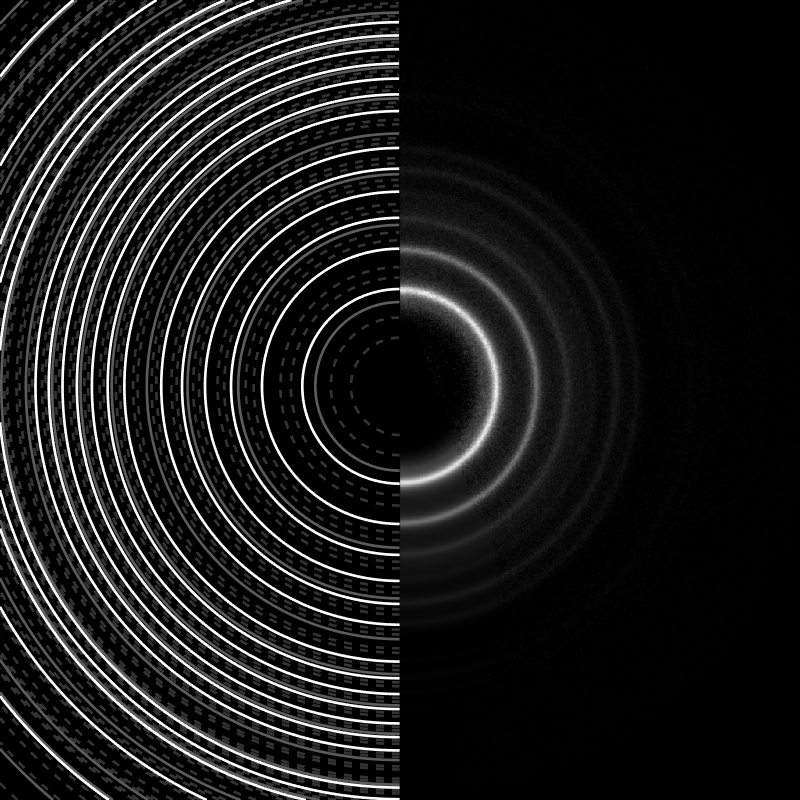
Porovnání snímku s teoretickou polohou kroužků

### twoBeamGUI
Nástroj twoBeamGUI umožňuje odhad tloušťky vzorku z difrakce s konvergentním svazkem (CBED) ve dvousvazkové aproximaci. Tloušťka vzorku je odhadována pomocí intenzitního profilu naměřeného napříč difraktovaným diskem. Automatizovaný odhad tloušťky probíhá v následujících krocích:
1. stanovení velikosti difrakčních disků pomocí Houghovy transformace v různých měřítcích,
2. detekce polohy difraktovaného a transmitovaného disku,
3. vyříznutí a srovnání detekovaných disků a naměření intenzitních profilů,
4. porovnání naměřeného profilu se sérií profilů nasimulovaných pro daný materiál a tloušťkový rozsah.

Po provedení výše zmíněných kroků je na difraktovaný disk vynesen naměřený profil a profil nasimulovaný pro výslednou tloušťku umožňující vizuální posouzení vzájemné podobnosti. V rámci uživatelského rozhraní je také vykreslena podobnostní funkce v celém tloušťkovém rozsahu, který byl pro analýzu brán k dispozici. Na základě kliknutí do podobnostní funkce je do difraktovaného disku vykreslen profil odpovídající dané tloušťce a uživatel tak může prověřit zda automatizovaný odhad skutečně přináší korektní výsledek.

Příklady dílčích i konečných výsledků při automatizovaném odhadu tloušťky titanového vzorku
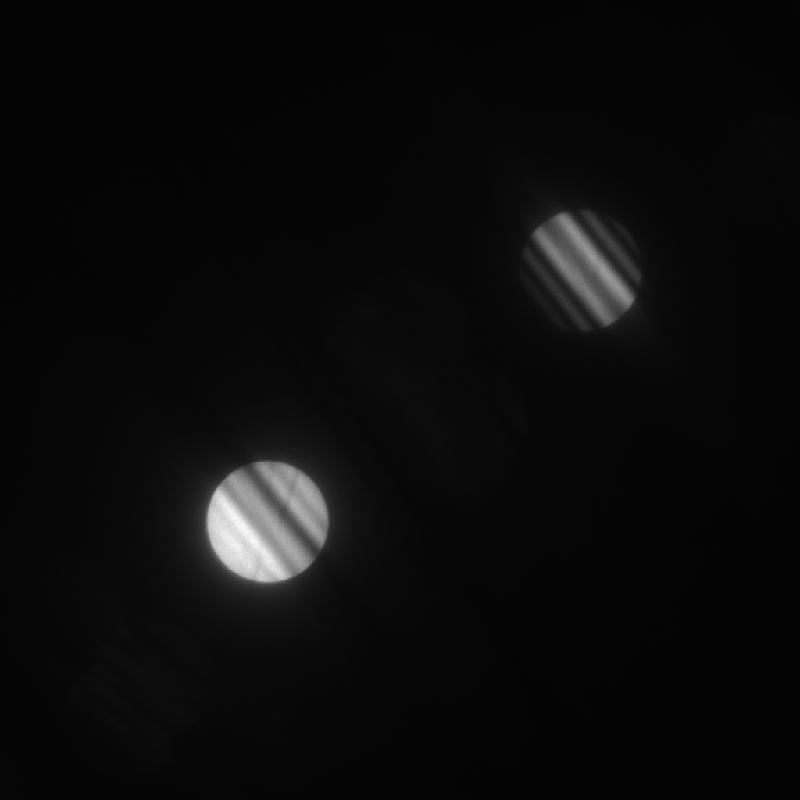
Vstupní snímek
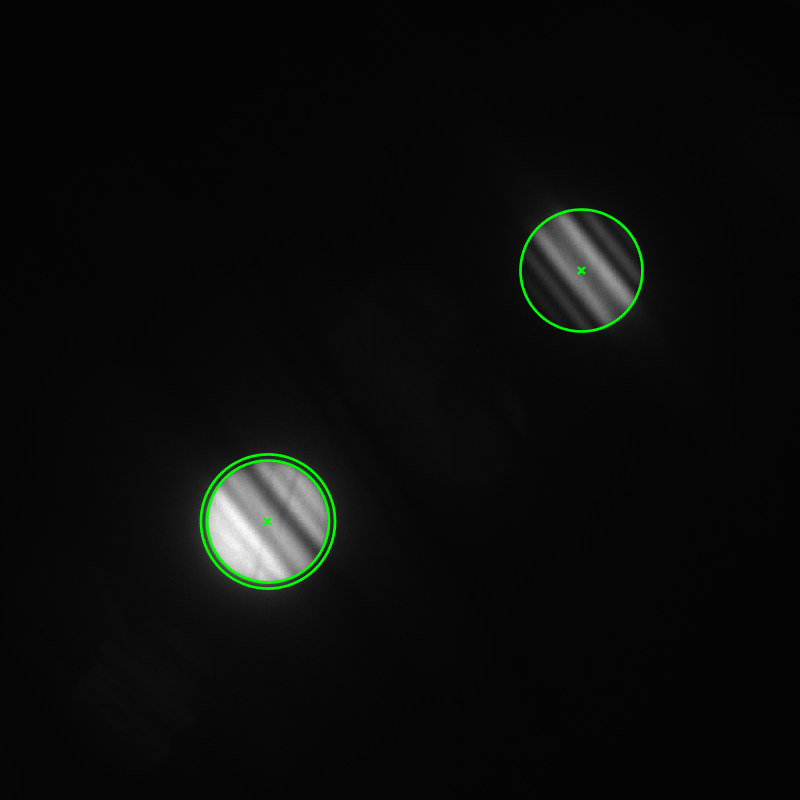
Detekované disky
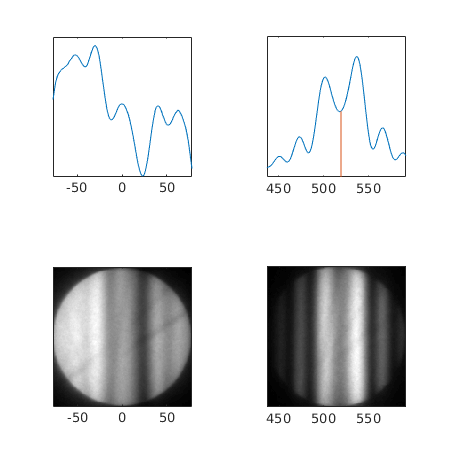
Srovnané disky s naměřenými profily
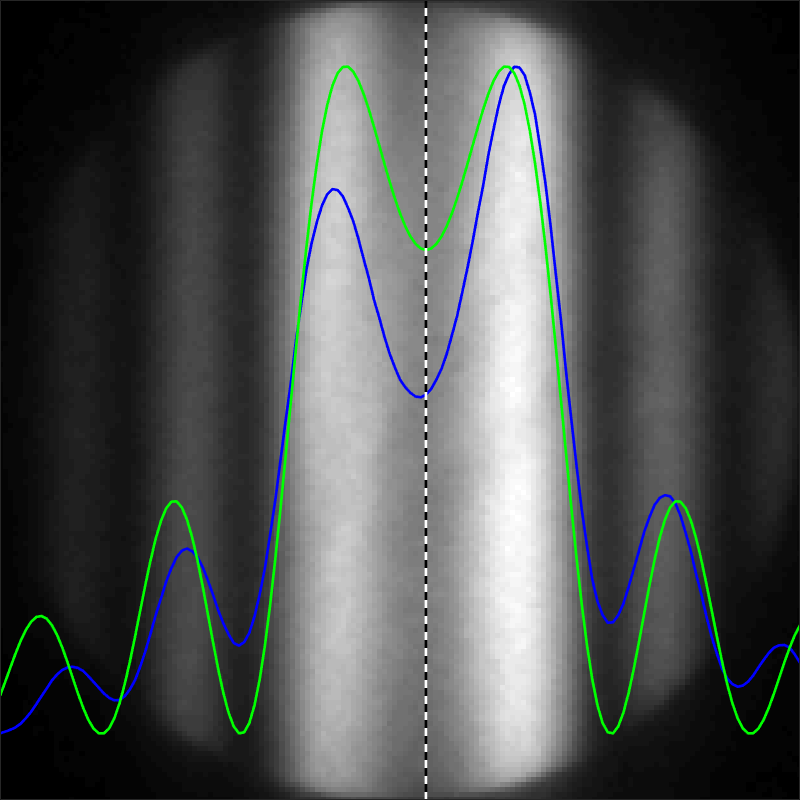
Porovnání profilu naměřeného a nasimulovaného pro tloušťku 139 nm

### gpaGUI
Nástroj gpaGUI poskytuje interaktivní uživatelské rozhraní pro analýzu geometrické fáze (angl. Geometric phase analysis, GPA). Ta umožňuje na základě snímků s vysokým rozlišením mapovat mezirovinné vzdálenosti, krystalové poruchy, deformaci, výchylky poloh atomárních sloupců atd. Metoda je založena na převodu snímků s vysokým rozlišením do frekvenčního spektra pomocí Fourierovy transformace. Tím vzniká frekvenční obraz – jakýsi umělý, výpočetně získaný difraktogram – matematicky se jedná o komplexní matici o rozměrech shodných s původním snímkem v přímém prostoru. Podobně jako skutečný difraktogram zachycuje i frekvenční obraz výkonové špičky v místech odpovídajících krystalovým rovinám zachyceným v přímém obraze.
Frekvenční obraz lze použít k dalším výpočtům. Pokud je v něm např. ponechána pouze informace z oblasti blízké výkonové špičce vybrané krystalové roviny (zbytek informace je odstraněn) zachycuje po zpětné Fourierově transformaci takto vzniklý přímý obraz pouze krystalové roviny odpovídající vybrané špičce – to např. usnadňuje detekci dislokací. Vzhledem ke komplexní povaze frekvenčního obrazu z něj lze vypočítat mj. geometrickou fázi, která společně s vektorem vybrané výkonové špičky (a tedy krystalové roviny) umožňuje výpočet mapy mezirovinné vzdálenosti dané krystalové roviny nebo její složky v ose X a Y. Pokud jsou k dispozici dva vektory intenzitních špiček odpovídajících navzájem nerovnoběžným rovinám, lze s jejich pomocí vygenerovat mapu deformačního tenzoru (složky XX, XY, YX, YY) či vektor výchylky atomárních sloupců (složky X a Y).
Grafické rozhraní nástroje gpaGUI je rozděleno na dvě svislé poloviny, z nichž každá zahrnuje:
- Náhled na difraktogram umožňující výběr jedné výkonové špičky odpovídající krystalové rovině.
- Zobrazení jedné veličiny (původního snímku, filtrovaného snímku či některé z výše popsaných map) umožňující bodovou či plošnou analýzu zobrazené veličiny.
- Výpis detailních informací pro bodovou či plošnou analýzu zobrazené veličiny. Bodová analýza umožňuje na základě kliknutí do obrazu zobrazit hodnoty v místě kliku a jeho těsném okolí (celkem 9 pixelů). Plošná analýza umožňuje vytyčit v obraze polygonální oblast, z níž je vypočtena průměrná hodnota zachycené veličiny, standardní odchylka, minimum, maximum, průměr, medián a celková plocha oblasti.

Rozhraní tedy umožňuje výběr dvou rovin a tím pádem výpočet všech výše popsaných veličin. Při výběru špičky ve frekvenčním obraze je pro správný výsledek důležitá přesnost určení její polohy, která v případě výběru lokalizace myší nemusí být dostatečná. Proto rozhraní nabízí možnost zpracování snímku nástrojem diffractGUI, který lokalizuje špičky přesněji a navíc jednotlivé špičky krystalograficky identifikuje a umožňuje uživateli snadný a přesný, opakovatelný výběr zkoumaných rovin.

Ukázka vstupního a filtrovaného snímku hořčíku ve vysokém rozlišení a map vybraných veličin
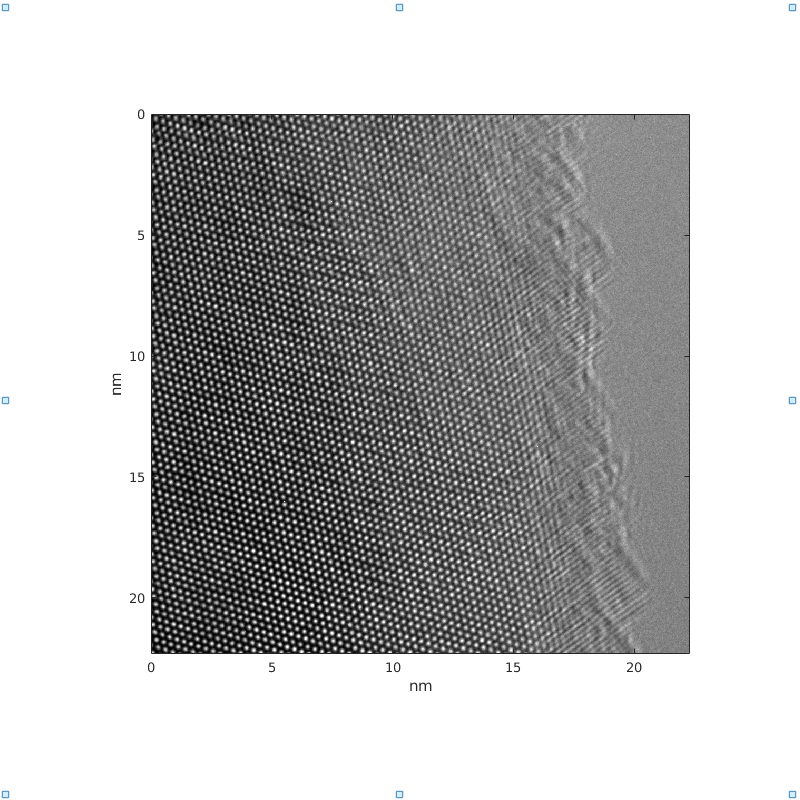
Vstupní snímek
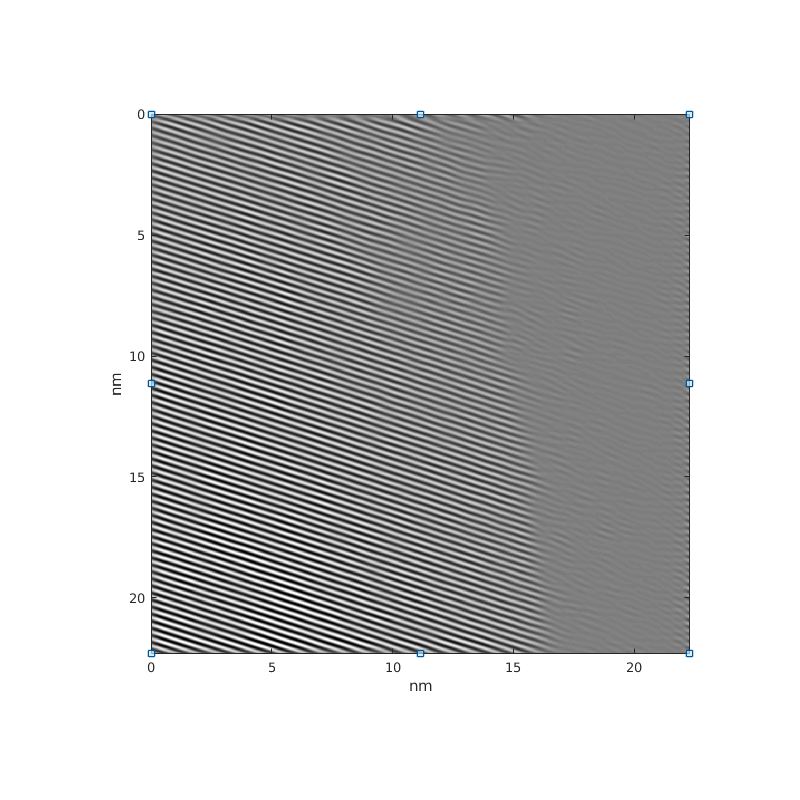
Filtrovaný snímek zachycující (0 1 0)
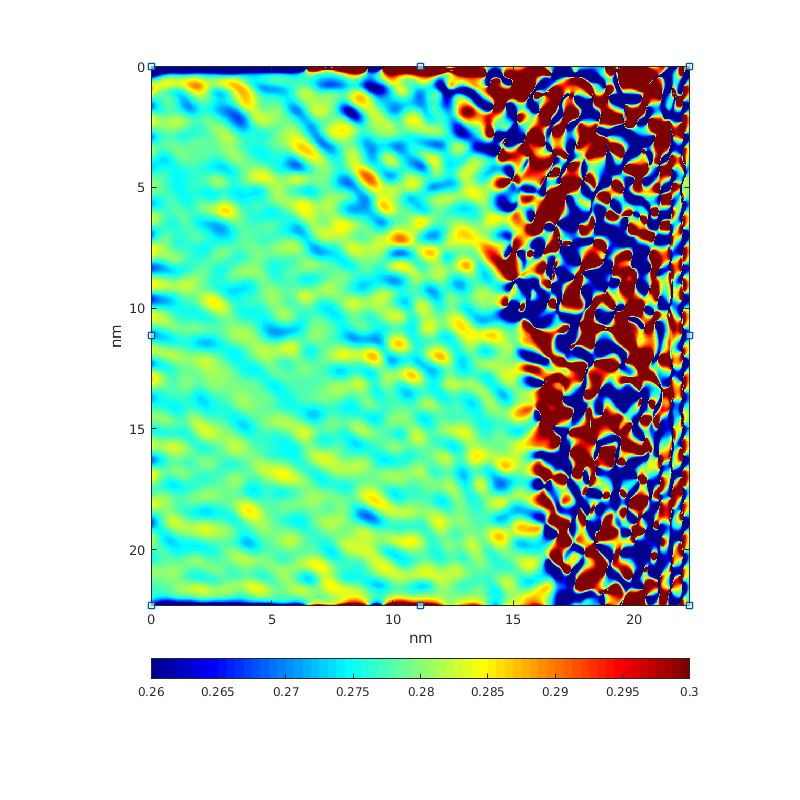
Mapa mezirovinné vzdálenosti roviny (0 1 0)
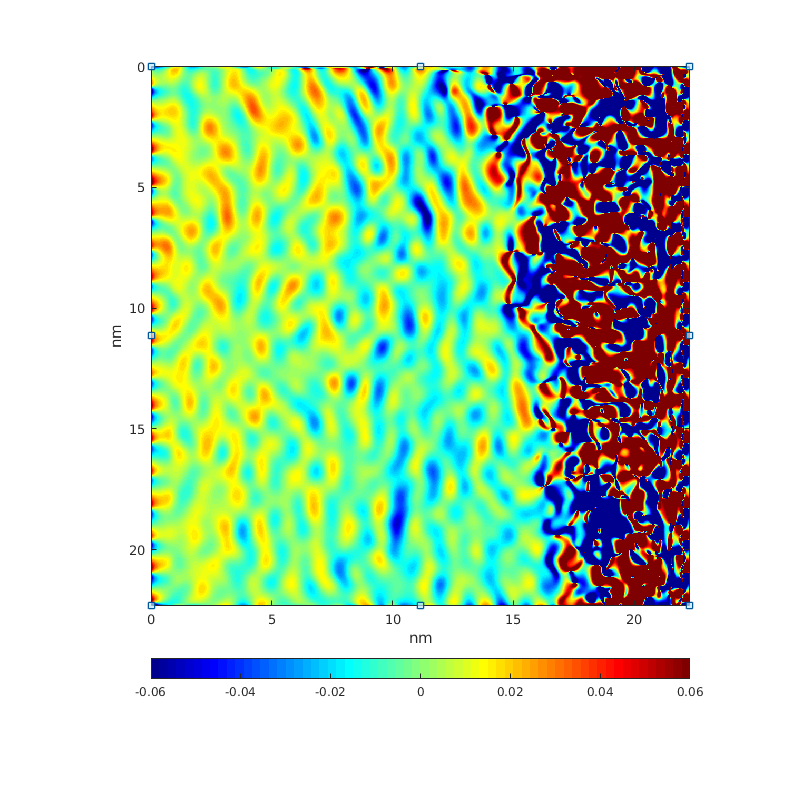
Mapa komponenty XX deformačního tenzoru
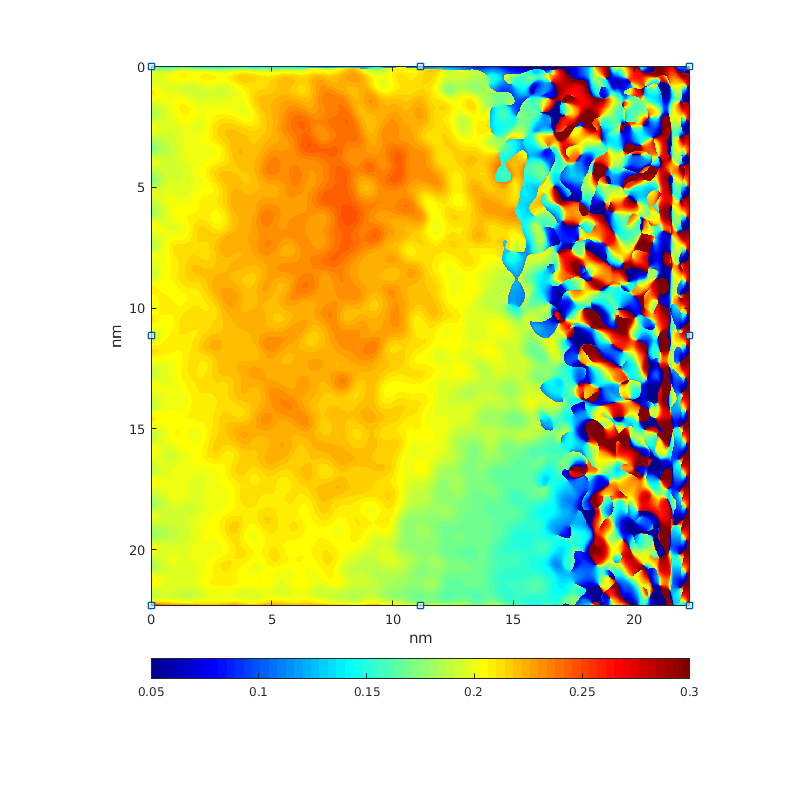
Mapa X-ové složky vektoru výchylky atomárních sloupců